# Алиса д’Э

Графство Э в составе Нормандии. XII век
Территория графства Э
Остальная часть герцогства Нормандия

Аликс (Alix d’Eu) (ум. 13/15 мая 1246) — графиня Э с 1191, леди Гастингс. Последняя правительница графства Э из Нормандской династии.
Родилась ок. 1180 г. Дочь Генриха II, графа д’Э, и Матильды, дочери Гамелина де Варенна, графа Суррей. После смерти братьев стала наследницей отца. 
С 1191 г. графиня Э и леди Гастингс. В хартии 1202 года графом д’Э назван также её дядя Жан II, но он постригся в монахи и умер в 1207 г. бездетным.
Согласно хартии, датированной февралём 1233 года, Аликс передала королю Людовику IX Фор и Обемарль.
В 1191 году вышла замуж за Рауля I де Лузиньяна (ум. 1219), который после свадьбы принял титулы графа д’Э и лорда Гастингса.
Дети:
- Матильда (ум. 14 августа 1241), жена Хамфри де Буна, графа Герефорда и Эссекса.
- Рауль II де Лузиньян, граф д’Э.

В 1203-1204 гг. герцогство Нормандия, в состав которого входило графство Э, захватил французский король Филипп II Август, и Рауль I де Лузиньян принёс ему оммаж.
В некоторых источниках говорится, что между 1212 и 1214 гг. они поссорились, и король конфисковал графство Э, но позднее вернул его Аликс, к тому времени овдовевшей.